# П'ятий Константинопольський собор
П'я́тий Константино́польський собо́р — V Вселенський собор православної церкви, що проводився у Константинополі у 1341, 1347 та 1351 роках. Православні визнають рішення цих соборів, але не визнають їх Вселенськими (це можна зробити лише на наступному Вселенському соборі, який досі не проводився), хоч вони де-факто були саме такими. V Константинопольский собор: підтвердив ісихазм св. Григорія Палами та засудив філософа-раціоналіста та церковного діяча Варлаама Калабрійського, що був опонентом Григорія Палами.
Після Другого Ліонського собору 1274 року католицька та православні церкви тимчасово об'єдналися. Проте цим спробам протистала переважна частина візантійського суспільства і кліру. Тому ця спроба об'єднати Константинополь та Рим провалилися. В контексті протистояння про- і антиуніатських партій в XIV столітті у середовищі православних виникли так звані «ісихастські суперечки». Ці суперечки велися навкруги питання про природу Божественного світла, а також про автентичність досвіду цього Світла, що переживається подвижниками благочестя. Найзначущішою фігурою цих суперечок і захисником православного вчення про «нетварність» Божественного світла став святогорський чернець і згодом Солунський архієпископ св. Григорій Палама.
1331 року святий пішов на гору Афон й усамітнився в скиті святого Сави, біля Лаври преподобного Афанасія. В 1333 році він був призначений ігуменом Есфігменського монастиря в північній частині Святої Гори. Близько 1330 року в Константинополь із Калабрії приїхав учений чернець Варлаам. Незабаром Варлаам поїхав на Афон, познайомився там з устроєм духовного життя ісихастів і, на підставі догмату про незбагненність істоти Божої, оголосив їх вчення єретичною оманою. Варлаам вступив у суперечку із ченцями й намагався довести «тварність» Фаворського Світла; при цьому він не соромився піднімати на сміх розповіді ченців про молитовні прийоми й про духовні осяяння.
Святитель Григорій, захищав вчення про Божественне Фаворське Світло. Він виклав свої доводи в богословській праці «Тріади в захист святих ісихастів» (1338). До 1340 року афонські подвижники за участю святителя уклали загальну відповідь на звинувачення Варлаама — так званий «Святогірський томос».
На Константинопольському Соборі 1341 року в храмі Святої Софії відбулася диспут святителя Григорія Палами з Варлаамом, що стосувався природи Фаворського Світла.
27 травня 1341 року Собор прийняв положення святителя Григорія Палами про те, що Бог, недоступний у Своїй Сутності, виявляє Себе в таких енергіях, як Фаворське Світло, які звернені до світу й доступні сприйняттю, але є не створеними.
Хоча вчення Варлаама було засуджене як єресь, і на нього наклали анафему, суперечки між паламітами й варлаамітами не закінчились. До противників Палами належали, визначний богослов Григорій Акиндін і Патріарх Іоан XIV Калекас (1341—1347); до них схилявся й Андронік III Палеолог (1323—1341). Митрополит Київський та всієї Руси Теогност, отримавши рішення Константинопольського собору 1341 року з викладом вчення про несотворену суть Фаворського світла, не погодився з цим вченням і написав з цього приводу численні листи до патріарха та єпископів.
Акіндин виступив з трактатами, у яких оголошував святителя Григорія й афонських ченців винуватцями церковних смут. Святитель написав докладне спростування домислів Акіндина. Але попри це Патріарх відлучив святителя від Церкви (1344) і піддав тюремному ув'язненню, що тривало три роки. В 1347 році, коли Іоанна XIV на патріаршому престолі перемінив Ісидор (1347—1349), святителя Григорія Паламу було звільнено і зведено в сан архієпископа Солунського.
1351 року Влахернський Собор урочисто засвідчив православність вчення св. Григорія.